# Marko Kristal
Marko Kristal (ur. 2 czerwca 1973 w Tallinnie) – estoński piłkarz grający na pozycji pomocnika, reprezentant kraju. W latach 1991–2005 wystąpił w barwach Estonii 142 razy, strzelając 9 goli.